# Pyramide
Cet article concerne les pyramides en tant que polyèdres géométriques. Pour les autres significations, voir Pyramide (homonymie).
En géométrie, une pyramide (du grec ancien πυραμίς / puramís) à {\displaystyle n} côtés est un polyèdre à {\displaystyle n} + 1 faces, formé en reliant une base polygonale à {\displaystyle n} côtés à son sommet, ou sommet opposé à la base (également appelé apex), par {\displaystyle n} faces triangulaires ({\displaystyle n\geqslant 3}). 
Lorsque cela n'est pas précisé, la base est supposée carrée. Pour une pyramide triangulaire chaque face peut servir de base, avec le sommet opposé pour apex. Le tétraèdre régulier, un des solides de Platon, est une pyramide triangulaire. Les pyramides carrées ainsi que les pentagonales peuvent aussi être construites avec toutes les faces régulières, et par conséquent être des solides de Johnson. Toutes les pyramides sont auto-duales.
Les pyramides forment une sous-classe des prismatoïdes.

## Origine du nom
Le mot « pyramide » vient du grec ancien πυραμίς, -δος / puramís, -dos transmis au latin sous la forme pyramis, -idis  mais son origine est incertaine. Certains la rattachent à la notion de feu (racine grecque pyr) et citent Platon qui voyait dans le tétraèdre régulier (en forme de pyramide) le symbole du feu. D'autres y voient un mot dérivé du grec « puros » signifiant « froment » rappelant que c'était la forme des greniers royaux. D'autres y voient encore une déformation de l'égyptien, soit du mot « haram (ou rem) » qui s'écrit h-r-m en égyptien et qui est leur nom en égyptien, soit du mot « pr-m-ous » qui désigne en égyptien une ligne déterminante de la pyramide. D'autres enfin signalent que ce mot « pyramis » désignait en grec un gâteau de miel et de farine.

## Volume
Le volume d'un cône et en particulier d'une pyramide est
où {\displaystyle S} est l'aire de la base et {\displaystyle h} la hauteur de la base à son sommet, c'est-à-dire la plus petite distance entre la base et son sommet.

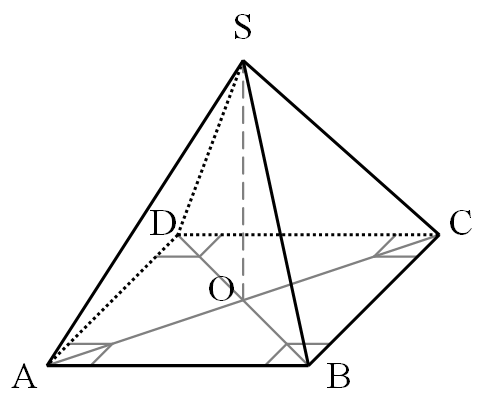
Pyramide géométrique vue en perspective

En particulier, le volume d'une pyramide à base carrée avec une hauteur égale à la moitié de la base peut être vue comme un sixième d'un cube formé par six pyramides de cette sorte (en paires opposées) par le centre. Alors « base fois hauteur » correspond à un demi du volume du cube, et par conséquent trois fois le volume de la pyramide, ce qui donne bien le facteur un tiers.
Le volume d'une pyramide à base carrée et composée de triangles équilatéraux est le double de celui d'un tétraèdre de même côté, ce qui se démontre par dissection moitié.

## Aire de la surface
L'aire de la surface d'une pyramide régulière, c'est-à-dire une pyramide dont toutes les faces sont des triangles isocèles identiques, est
où Sb est l'aire de la base, {\displaystyle p} le périmètre de la base et {\displaystyle l} la longueur de la bissectrice d'une face (i.e. la longueur à partir du milieu d'une arête quelconque de la base jusqu'à l'apex).

## Pyramides avec des faces polygonales
Si toutes les faces sont des polygones réguliers, la base de la pyramide peut être un polygone régulier de 3, 4 ou 5 côtés :
| Nom                | Tétraèdre            | Pyramide carrée        | Pyramide pentagonale   |
| ------------------ | -------------------- | ---------------------- | ---------------------- |
|                    |                      |                        |                        |
| Classe             | Solide de Platon     | Solide de Johnson (J1) | Solide de Johnson (J2) |
| Base               | Triangle équilatéral | Carré                  | Pentagone régulier     |
| Groupe de symétrie | Td                   | C4v                    | C5v                    |

Le centre géométrique d'une pyramide carrée est localisé sur l'axe de symétrie, à un quart de son hauteur.

### Symétrie
Si la base est régulière et son sommet est au-dessus du centre, le groupe des isométries d'une pyramide à {\displaystyle n} côtés est le groupe diédral {\displaystyle D_{2n}}, d'ordre {\displaystyle 2n}, excepté dans le cas d'un tétraèdre régulier, qui possède le groupe de symétrie plus grand Td d'ordre 24, lequel a quatre versions de {\displaystyle D_{6}} pour sous-groupes.
Le groupe de rotation est {\displaystyle C_{n}}, d'ordre {\displaystyle n}, excepté dans le cas d'un tétraèdre régulier, qui possède le groupe de rotation plus grand T d'ordre 12, qui a quatre versions de {\displaystyle C_{3}} pour sous-groupes.

## Généralisation aux dimensions supérieures
Une pyramide est un objet géométrique ayant pour base un polygone quelconque, auquel on relie tous ses sommets à un point unique. Par abus de langage, on dit qu'elle est régulière si toutes ses faces sont des polygones réguliers.
En généralisant, une hyperpyramide de dimension 4 est un polychore ayant pour base un polyèdre auquel on relie tous ses sommets à un point unique. Le pentachore en est l'exemple le plus simple.
Et donc, une hyperpyramide de dimension {\displaystyle n}  est un polytope à {\displaystyle n}  dimensions, qui a pour base un polytope à {\displaystyle n-1}  dimensions, et dont tous les sommets sont reliés à un point unique. Une hyperpyramide peut être considérée comme l'ensemble de tous les « états » pris par sa base lors de son rétrécissement progressif jusqu'à l'apex le long d'une médiane centrale (reliant le centre de gravité de la base au sommet) ; tous ces « états » de la base sont en fait l'intersection de l'hyperpyramide avec des hyperplans parallèles à la base. 

L'hypervolume d'une hyperpyramide de dimension {\displaystyle n}  est donné par la formule :
où Bn–1 est l'hypervolume de la base et {\displaystyle h}  la hauteur.
| Nom         | Point                                    | Segment                                   | Triangle                                    | Pyramide                                     | 4-hyperpyramide                              | 5-hyperpyramide                               |
| Explication | rien (d=-1) n'est relié à un point (d=0) | un point (d=0) est relié à un point (d=0) | un segment (d=1) est relié à un point (d=0) | un polygone (d=2) est relié à un point (d=0) | un polyèdre (d=3) est relié à un point (d=0) | un polychore (d=4) est relié à un point (d=0) |
| Dimension   | 0                                        | 1                                         | 2                                           | 3                                            | 4                                            | 5                                             |
| Image       |                                          |                                           |                                             |                                              |                                              |                                               |

Tout simplexe est une hyperpyramide, et la plus simple de chaque dimension.